# Effectenbeurs van Thailand
De effectenbeurs van Thailand (Engels: Stock Exchange of Thailand; afgekort: SET) is de nationale beurs van Thailand. Hij is gevestigd in Bangkok, het economische centrum van het land.

## Geschiedenis
Thailand kende van 1962 tot begin jaren zeventig een non-gouvernementele organisatie, de effectenbeurs van Bangkok (Engels: Bangkok Stock Exchange; afgekort: BSE). Deze beurs werd op 30 april 1975 opgevolgd door de Securities Exchange of Thailand, die opgericht werd met de Securities Exchange of Thailand Act (B.E. 2517) uit 1974. Deze organisatie was eigendom van de Thaise overheid en werd gereguleerd door het ministerie van Financiën. In 1992 werd de beurs gereorganiseerd aan de hand van een nieuwe Securities Exchange of Thailand Act (B.E. 2535). Sindsdien is de beurs een non-profitorganisatie. De rol van regulerend lichaam werd toen overgenomen door de Securities and Exchange Commission (SEC).

## Organisatie
De beurs maakt gebruik van drie aandelenindices:
- SET Index
- SET50 Index
- SET100 Index